# 马贾什东布
马贾什东布，是匈牙利费耶尔州所辖的一个村。总面积35.39平方公里，总人口739，人口密度20.9人/平方公里（2011年1月1日）。